# Easy to See (album)
Easy to See je treći album ženskog pop i dance sastava Feminnem. Izdan je 11. lipnja 2010. u Njemačkoj, Austriji i Švicarskoj i sastoji se od pjesama s albuma Lako je sve, samo na engleskom jeziku te pjesme Mil Amantes na španjolskom. Pjesme "Mil Amantes", "Chanel No. 5", "Oye, Oye, Oye", "Don't Ask Me Why", I'm Havin' a Good Time, "Where I Need You" i "Easy to See" se nalaze na njihovom kompilacijskom albumu "Baš nam je dobro".

## Singlovi
- "Easy to See" je prvi singl s albuma. Izdan je zajedno sa svojom originalnom hrvatskom verzijom "Lako je sve" s kojom su Feminnemke nastupale na Eurosongu 2010.
- "Mil Amantes" je drugi singl s albuma i snimljen je s bugarskim predstavnikom na Eurosongu 2010. Mirom i reperom Sir Jamom.

## Popis pjesama
| 1.    | »Easy to See«                            | Lako je sve       | 3:01 |
| 2.    | »I'm Having a Good Time«                 | Baš mi je dobro   | 3:55 |
| 3.    | »Chanel No. 5«                           | Chanel 5          | 3:23 |
| 4.    | »Freak«                                  | Neki lik          | 3:29 |
| 5.    | »Don't Ask Me Why« (feat. Big Freddie C) | Sve što ostaje    | 3:38 |
| 6.    | »Over Again«                             | Ovisna            | 3:58 |
| 7.    | »Mil Amantes« (feat. Miro & Sir Jam)     | 1 000 000 razloga | 3:52 |
| 8.    | »Oye, Oye, Oye« (feat. Alex Manga)       | -                 | 3:20 |
| 9.    | »Cry«                                    | Srce se bori      | 4:32 |
| 10.   | »Where I Need You«                       | Poljupci u boji   | 2:58 |
| 11.   | »Lako je sve«                            | -                 | 2:59 |
| 39:05 |                                          |                   |      |

## Povijest izdavanja
| Država    | Datum            | Producentska kuća | Format             |
| --------- | ---------------- | ----------------- | ------------------ |
| Njemačka  | 11. lipnja 2010. | DA Records        | digitalni download |
| Austrija  | 11. lipnja 2010. | DA Records        | digitalni download |
| Švicarska | 11. lipnja 2010. | DA Records        | digitalni download |

## Vanjske poveznice
- Easy to See na iTunes.com
- Easy to See na Amazon.de